# Quebra de vidros
A expressão Quebra de Vidros é utilizada no mercado de seguros para designar a cobertura, em uma apólice, que visa reembolsar os prejuízos causados pela quebra de vidros (internos e externos), espelhos, e caso especificado, a anúncios ou letreiros luminosos regularmente instalados no imóvel segurado, por imprudência ou culpa de terceiros ou ato involuntário do Segurado, membros de sua família ou de seus empregados e prepostos.
São expressamente excluídas da cobertura as quebras decorrentes de Incêndio, Raio e Explosão, convulsões da natureza, desmoronamento total ou parcial do imóvel, danos ocasionados durante a colocação, substituição ou remoção dos vidros, e as arranhaduras ou lascas por qualquer causa.
Constitui-se em um seguro proporcional, sujeito a rateio.